# Тормозной привод
Тормозной привод служит для управления, передачи усилия на тормозные механизмы.

## Классификация
Тормозные приводы по виду энергоносителя — рабочего тела, различают на:

### Механический
Энергоноситель: твердые тела — тяги, рычаги, тросы.

Недостатки: слишком податлив, склонен к появлению люфта, трению, что делает нелинейным, нестабильным и медленным.
На автомобилях был распространён до Второй Мировой Войны и на некоторых моделях первых послевоенных лет. Привод на тормозные механизмы осуществлялся при помощи сложной системы рычагов, тросов, балансиров и так далее. На мотоциклах и велосипедах распространён до сих пор.
Эта система имела очень большие потери на трение, кроме того, требовала постоянного обслуживания и регулировки — подтягивания тросов и так далее (как тросовый привод стояночного тормоза на современных автомобилях).

### Вакуумный или пневматический
Энергоноситель: газ или разрежение.

Недостатки: угроза разгерметизации, инертность.
Ныне распространён на грузовиках, автобусах и поездах.

### Гидравлический
Энергоноситель: жидкость.

Недостатки: угроза разгерметизации и попадания воздуха, чего трудно избежать (например, при составлении автопоезда), ненадёжность уплотнений, образование паровых пробок и «проваливание» педали с потерей эффективности торможения при закипании тормозной жидкости из-за нагрева тормозных механизмов при длительном торможении.
Получил распространение в 1930-х годах, после Второй мировой войны использовался повсеместно.
Привод в гидросистеме осуществляется за счёт давления несжимаемой жидкости, создаваемого педалью в главном цилиндре и передаваемого к рабочим цилиндрам по специальным трубопроводам. Ранее использовались жидкости на основе растительных масел и спиртов (обычно касторового масла и бутилового спирта, в СССР — жидкость БСК). В наше время распространены гликолевые тормозные жидкости и жидкости на основе минеральных масел, появляются жидкости на силиконовой основе.
С целью увеличения надёжности в настоящее время гидравлическая тормозная система автомобиля как правило включает в себя два контура. Очень часто применяются различные усилители, снижающие усилие на педали тормоза.

### Электрический
энергоноситель: ток, электромагнитное поле.

недостатки: на автомобилях, в силу дефицита электроэнергии не может быть достаточно мощным и применяется сегодня лишь для управления тормозами некоторых легковых прицепов. Массово применяется на трамвайных вагонах, где дефицита электроэнергии нет.
Также применяется на гибридных автомобилях как вспомогательное средство в целях рекуперативного торможения — вместо затраты энергии на торможение идёт обратный процесс съёма энергии с колёс в аккумулятор, тем самым замедляя автомобиль.

### Комбинированный
энергоноситель: применяются несколько видов энергоносителей.

недостатки: сложные, без особой необходимости не применяют.